# 잘 가요 내 사랑
잘 가요 내 사랑(Farewell, My Lovely)은 미국에서 제작된 딕 리처즈 감독의 1975년 범죄, 미스터리, 스릴러 영화이다. 로버트 미첨 등이 주연으로 출연하였고 제리 브룩하이머 등이 제작에 참여하였다.

## 출연

### 주연
- 로버트 미첨
- 샬롯 램플링

### 조연
- 존 아일랜드
- 실비아 마일즈
- 안소니 저브
- 해리 딘 스탠튼
- 잭 오할로런
- 조 스피넬
- 실베스터 스탤론
- 케이트 무타그
- 존 오리어리
- 월터 맥긴
- 버튼 길리암
- 짐 톰슨
- 지미 아커
- 테드 게링
- 로건 램지
- 잭 베르나르디
- 베네트 오타
- 제리 푸지카와
- 리처드 케네디
- 마크 알렌
- 앤드류 해리스
- 존 이미스
- 셰릴 스미스
- 스투 길리암
- 해리 캐서
- 빌 젠트리
- 노엘 노스
- 월리 K. 번스
- 로라 메이슨
- 조안 쇼리
- 에드라 게일

## 제작진
- 원작자: 레이먼드 챈들러
- 미술: 딘 타불라리스
- 의상: G. 토니 스카라노
- 배역: 루이스 디지아이모